# ویروس آنفلوانزای A زیرگروه H1N1
ویروس آنفلوانزای A زیرگروه H1N1 (انگلیسی: Influenza A virus subtype H1N1) یکی از زیرگروه‌های ویروس آنفلوانزای A است که شایعترین دلیل ابتلای انسان به آنفلوانزا در سال ۲۰۰۹ و دلیل احتمالی دنیاگیری ۱۹۱۸ آنفلوانزا موسوم به آنفلوانزای اسپانیایی بود. این ویروس از خانوادهٔ ارتومیکسوویریده است که در ساختمان خود، دارای هماگلوتینین و نورآمینیداز هستند و دو حرف H و N در اسامی ویروس‌هایی چون H1N1 و H1N2 و غیره از همین دو مولکول گرفته شده‌است. هماگلوتینین سبب به‌هم چسبیدن گلبول‌های قرمز و اتصال ویروس به سلول قربانی می‌شود. نورآمینیداز هم یک آنزیم گلیکوزید هیدرولاز است که به ویروس کمک می‌کند که به‌درون سلول آلوده‌شده نفوذ کند و در جوانه‌زدن مجدد ویروس از سلول آلوده نیز نقش دارد.
برخی سویه‌های H1N1 در انسان، حالتی اندمیک دارند و درصد اندکی از بیماری‌های شبه‌آنفلوانزایی و همچنین آنفلوانزای فصلی را ایجاد می‌کنند. به‌عنوان مثال، درصد اندکی از آنفلوانزای انسانی در سال‌های ۲۰۰۴ و ۲۰۰۵ به‌دلیل سویه‌های H1N1 بود. بقیهٔ سویه‌های H1N1 در خوک‌ها و پرندگان، اندمیک هستند.
در ژوئن ۲۰۰۹ میلادی، سازمان جهانی بهداشت اعلام نمود که سویهٔ جدیدی از H1N1 مسئول بروز همه‌گیری جهانی آنفلوانزای خوکی (۲۰۰۹) است.
در رسانه‌های همگانی سویهٔ H1N1 را اغلب «آنفلوآنزای خوکی» می‌نامند. این ویروس که در سرتاسر جهان گسترش دارد از سال ۲۰۱۰ تا کنون سبب مرگ بیش از ۱۷٬۰۰۰ نفر شده‌است. سازمان جهانی بهداشت در ۱۰ اوت ۲۰۱۰ اعلام داشت که همه‌گیری جهانی H1N1 تمام شده و ابتلا به آن، به حالت عادی فصلی برگشته است.

## آنفلوانزای خوکی

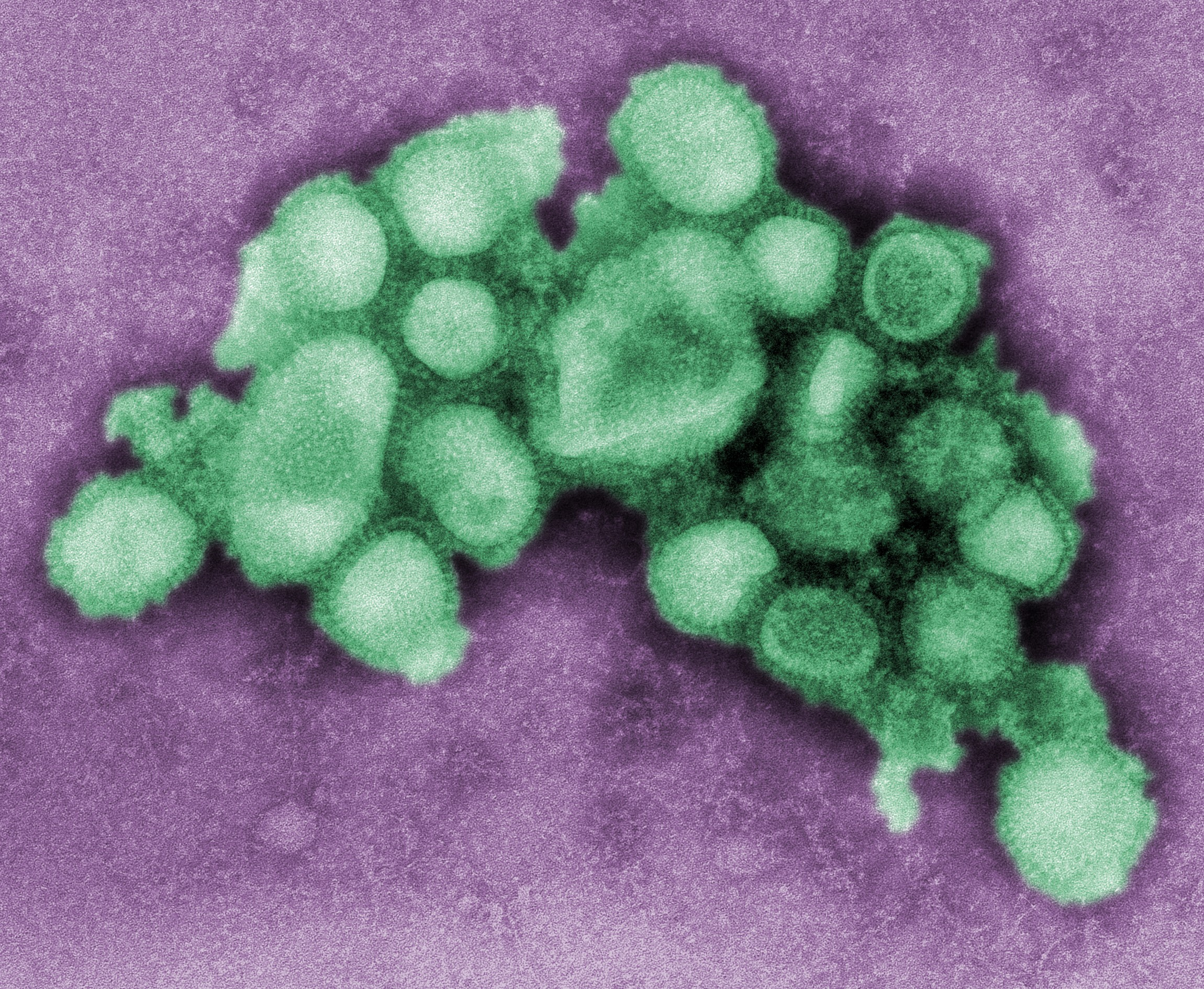
این میکروگراف الکترونی عبوری رنگ‌آمیزی رنگی (TEM) برخی از مورفولوژی فراساختاری ویروس آنفولانزای خوکی A/CA/4/09 را نشان می‌دهد.

آنفلوانزای خوکی نوعی بیماری دستگاه تنفس است که در خوک‌ها رخ داده و توسط ویروس آنفلوانزای A ایجاد می‌شود. ویروس‌هایی را که به‌طور طبیعی در خوک‌ها یافت می‌شوند، «ویروس‌های آنفلوانزای خوکی» (SIVs) می‌نامند. برخی از سویه‌های شناخته‌شدهٔ این ویروس، آنفلوانزای C و زیرگروه‌های آنفلوانزای A همچون H1N1, H1N2, H3N1, H3N2 و H2N3 هستند. خوک‌ها همچنین ممکن است به سویه‌های H4N6 و H9N2 هم آلوده شوند.
وجود آنفلوانزای خوکی در خوک‌ها، در سرتاسر جهان پدیده‌ای عادی است، اما انتقال آن از خوک به انسان شایع نیست و در بیشتر مواقع هم موجب بروز بیماری نمی‌شود، بلکه تنها موجب ساخت پادتن در بدن انسان می‌شود. اگر در اثر این انتقال، بیماری ایجاد شود، به آن آنفلوانزای زئونوز می‌گویند. افرادی که در تماس بیشتری با خوک‌ها باشند، شانس بیشتری برای ابتلا دارند. اگر خوکی آلوده باشد، خوردن گوشت آن در صورت پختِ کافی، خطری برای انسان ندارد.
وقتی ویروس‌های به‌وجود آورندهٔ همه‌گیری جهانی آنفلوانزای خوکی (۲۰۰۹) را به‌طور آزمایشی به خوک‌ها تزریق کردند، این حیوانات ظرف ۴ روز مبتلا به آنفلوانزا شده و آنرا به سایر خوک‌هایی که در مجاورت آنها زندگی می‌کردند، انتقال دادند.
در میانهٔ قرن بیستم بود که شناسایی زیرگروه‌های ویروس‌ها و تشخیص دقیق انتقال به انسان امکان‌پذیر گشت. از آن هنگام، تنها ۵۰ مورد انتقال حیوان به انسان گزارش شده‌است. چنین سویه‌هایی از آنفلوانزای خوکی به‌ندرت از انسان به انسان منتقل می‌شود. علائم آنفلوانزای زئونوز مشابه علائم آنفلوانزای معمولی است و شامل تب، لرز، گلودرد، دردهای عضلانی، سردرد شدید، سرفه، ضعف و یک احساس عمومی ناخوشایند است. مدت‌زمان توصیه‌شده برای جداسازی بیمار حدود ۵ روز است. 

## رخدادهای مهم

### آنفلوانزای اسپانیایی
دنیاگیری ۱۹۱۸ آنفلوانزا موسوم به آنفلوانزای اسپانیایی نوع شدید و کشنده‌ای از آنفلوانزا بود که یکی از دلایل احتمالی آن «ویروس آنفلوانزای A زیرگروه H1N1» بود. این ویروس ۵۰۰ میلیون نفر را در سرتاسر جهان مبتلا کرد و در حدود ۵۰ تا ۱۰۰ میلیون (حدود ۳ تا ۵ درصد جمعیت کل جهان در آن روزگار) را به کام مرگ کشید که یکی از مرگ‌بارترین همه‌گیری‌های جهانی تاریخ بشریت محسوب می‌شود.
یکی از دلایل احتمالی تعداد بالای کشته‌شدگان، بروزِ سندرم آزادسازی سیتوکین (پدیدهٔ «طوفان سیتوکین») بود. سویهٔ فعلی H5N1 از آنفلوانزای پرندگان نیز که نوعی ویروس آنفلوانزای A است، همین اثر را دارد). طی این پدیده، با حملهٔ ویروس به ریه‌ها، دستگاه ایمنی بیش از حد تحریک شده و مقدار فراوانی سیتوکین را روانهٔ ریه‌ها می‌کند. این موضوع سبب می‌شود که تعداد بیش از حدی از گلبول‌های سفید به ریه‌ها سرازیر شده و بافت آنرا تخریب کنند و موجب «آب آوردن» ریه‌ها شوند. در نتیجه فرد قادر به تنفس نخواهد بود. برخلاف سایر انواع آنفلوانزا که بیشتر در خردسالان و افراد مسن موجب مرگ می‌گردد، تعداد فراوانی از قربانیان آنفلوانزای اسپانیایی، بالغین جوان بودند، چرا که سیستم ایمنی سالم بدن‌شان، سبب یک پاسخ بسیار قوی و تخریب‌کننده به آلودگی ویروسی شد.
علت آنکه این آنفلوانزا را «اسپانیایی» می‌نامند آن است که هنگام شیوع آن در قارهٔ اروپا، اسپانیا تنها کشوری که بود که جراید و رسانه‌هایش این همه‌گیری را اعلام و درباره‌اش گزارش‌های متعددی منتشر کردند؛ به‌ویژه آنکه موجب کشته‌شدن هزاران نفر از نیروهای نظامی در بحبوحهٔ جنگ جهانی اول شده بود. بقیهٔ کشورها، اخبار و گزارش‌ها را برای حفظ روحیهٔ مردم، پنهان کرده و بر آن سرپوش گذاشتند.

### همه‌گیری جهانی آنفلوانزای A زیرگروه H1N1 در سال ۲۰۰۹

نمایی از چگونگی شیفت آنتی‌ژنی ویروس آنفلوانزا

ویروسی که در همه‌گیری جهانی آنفلوانزای خوکی در سال ۲۰۰۹ از بیماران آمریکایی جداسازی شد، ترکیب عجیبی از اجزاء ژنتیکی ۴ ویروس آنفلوانزای مختلف - «آنفلوانزای خوکی آمریکای شمالی»، «آنفلوانزای پرندگان آمریکای شمالی»، «آنفلوانزای انسان» و «آنفلوانزای خوکی» شایع در آسیا و اروپا - بود. هفته‌نامهٔ علمی نیو ساینتیست آن را «یک ملغمهٔ دورگه عجیب و غیرعادی از توالی‌های مادهٔ ژنتیکی» نامید. این سویهٔ جدید در اثر بازآرایی ژنتیکی آنفلوانزاهای انسانی و خوکی در تمامی چهار سویهٔ مختلف زیرگروه‌های H1N1 حاصل شده بود.
بررسی‌های ژنتیکی اولیه نشان داد که ژن هماگلوتینین (HA) ویروس، مشابه ویروس‌های آنفلوانزای خوکی موجود در خوک‌های ایالات متحده آمریکا از سال ۱۹۹۹ بود، اما ژن‌های نورآمینیداز (NA) و پروتئین ماتریکس (M) آن، مشابه آنفلوانزای خوکی اروپا بود که قبلاً شناسایی شده بودند. ۶ ژن آنفلوانزای خوکی آمریکایی نیز، ترکیبی از ویروس‌های آنفلوانزای انسان، پرندگان و خوک‌ها بودند. وجود چنین ترکیبی ژنی در ویروس‌های انسانی و خوکی نامعمول است و هیچگونه سامانهٔ رسمی پایش ویروس‌های رایج خوکی نیز در ایالات متحده آمریکا موجود نیست.
در آوریل سال ۲۰۰۹ میلادی، یک شیوع موضعی از بیماری شبه‌آنفلوانزایی (ILI) در مکزیک و کمی بعد در ایالات متحده آمریکا گزارش شد. مرکز کنترل و پیشگیری بیماری اعلام کرد که ۷ هفت نمونهٔ جدید از «ویروس آنفلوآنزای A زیرگروه H1N1» پیدا شده و به‌سرعت نقشهٔ ژنی آنرا در پایگاه داده‌های GISAID منتشر کرد. با گزارش‌های به‌موقع و مشابه از مکزیک، در تاریخ ۲۴ آوریل روشن شد که بیماری‌های گزارش‌شده در مکزیک و آمریکا، یکی هستند و سازمان جهانی بهداشت یک کمیتهٔ مشاورهٰ سلامت دربارهٔ یک «همه‌گیری موضعی بیماری شبه‌آنفلوانزایی در مکزیک و آمریکا» تشکیل داد. سپس بیماری به‌سرعت گسترش یافت و تا ۷ مه همان سال، علی‌رغم اقدامات سخت‌گیرانه مقامات مکزیکی در کنترل و مهار بیماری، ۲٬۰۹۹ نفر به آن مبتلا شدند. وقوع یک چنین همه‌گیری، یک سال قبل‌تر پیش‌بینی شده بود؛ هنگامی که پژوهش‌گران متوجه شدند که میزان نوعی پپتید ویروسی به نام رپلیکین در حال افزایش است.
در ۱۱ ژوئن ۲۰۰۹ میلادی، سازمان جهانی بهداشت یک همه‌گیری جهانی H1N1 را رسماً اعلام کرد و سطح هشدار را به ۶ رساند که نخستین همه‌گیری جهانی از هنگام آنفلوانزای هنگ‌کنگ در سال ۱۹۶۸ محسوب می‌شد. در ۲۵ اکتبر ۲۰۰۹، باراک اوباما رئیس‌جمهور ایالات متحده آمریکا به‌طور رسمی اعلامِ «وضعیت اضطراری ملی» نمود. علی‌رغم این نگرانی رئیس‌جمهور اما، مردم چندان نگران نبودند. به‌عنوان مثال یک نظرسنجی توسط «دانشگاه فیرلی دیکینسون» نشان داد که بیشتر ساکنان نیوجرسی (۷۴٪) نگرانی چندانی از این واقعه ندارند یا اصلاً نگران آنفلوانزای H1N1 نیستند؛ ولی همین اعلام وضعیت اضطراری توسط رئیس‌جمهور سبب شد که کارفرماهای آمریکایی، اقداماتی را جهت جلوگیری از پخش آنفلوانزای خوکی انجام دهند و به کارمندان مبتلا مساعدت نموده یا رویهٔ کاری‌شان را به‌نحوی تعدیل و انطباق دهند.
یک پژوهش که با همکاری سرویس خدمات سلامت دانشگاه میشیگان انجام شد، هشدار داد که آنفلوانزای H1N1 می‌تواند سبب آمبولی ریه گردد که علت اصلی مرگ در این همه‌گیری جهانی بود. نویسندگان مقاله توصیه کرده بودند که پزشکان هنگام درمان بیماران مبتلا به آنفلوانزای H1N1 شدید، ریه آنها را با «سی‌تی اسکن به‌همراه مادهٔ حاجب» مورد بررسی قرار دهند. با این حال، آمبولی ریه تنها تظاهر آمبولیک این بیماری نیست و موارد آمبولیک دیگری همچون سکته قلبی، ترومبوز سیاهرگی عمقی شدید دوطرفه، ترومبوز سرخرگی آئورت تحت‌کلیوی و آمبولی هوا در مغز نیز رخ می‌دهد. فهرستی از این رخدادهای آمبولیک اخیراً در پژوهشی منتشر شده‌است.
سازمان جهانی بهداشت در گزارش بعدی خود در ۲۱ مارس ۲۰۱۰، اعلام نمود که «۲۱۳ کشور و ناحیه در سرتاسر جهان، نمونه‌های آزمایشگاهی تأییدشده از همه‌گیری جهانی آنفلوانزای H1N1 را اعلام نموده و ۱۶٬۹۳۱ مرگ گزارش شده‌است». در ۳۰ مه ۲۰۱۰ مجدداً سازمان جهانی بهداشت گزارشش را به‌روزرسانی نمود و اعلام کرد که «۲۱۴ کشور و ناحیه در سرتاسر جهان، نمونه‌های آزمایشگاهی تأییدشده از همه‌گیری جهانی آنفلوانزای H1N1 را اعلام نموده و ۱۸٬۱۳۸ مرگ گزارش شده‌است». پژوهش‌های انجام‌شده به سرپرستی اندرو میلر نشان داد که زنان حمله در معرض خطر بیشتری هستند. به نطر می‌رسد که در برخی گروه‌ها، نظیر زنان باردار و همچنین بومیان آمریکایی، در برخورد با این ویروس، پاسخ لنفوسیت تی کمک‌کننده نوع ۲ بیشتری می‌دهند که سبب بروز سندرم پاسخ التهابی سیستمیک (SIRS) گشته و موجب ادم ریوی و مرگ می‌شود.
در ۲۶ آوریل ۲۰۱۱، سازمان جهانی بهداشت یک هشدار آماده‌باش برای همه‌گیری جهانی H1N1 برای آمریکایی‌ها منتشر نمود. در ماه اوت همان سال، بنا به گزارش سازمان مطالعات زمین‌شناختی و مرکز کنترل و پیشگیری بیماری، سمورهای دریایی سواحل ایالت واشینگتن مبتلا به همان گونهٔ ویروسی بودند که مسئول همه‌گیری جهانی آنفلوانزای A زیرگروه H1N1 بود و حدود ۲۵۰ مورد از آن یافت شد. در اوایل ژانویهٔ ۲۰۱۴، مقامات بهداشتی تگزاس، ۳۳ مرگ ناشی از H1N1 را هنگام بروز آنفلوانزای فصلی ۲۰۱۳/۲۰۱۴ گزارش کردند و ۲۱ مورد مرگ دیگر نیز بعداً در سرتاسر ایالات متحده آمریکا گزارش شد. در شهرهای مختلف کانادا ۹ مورد مرگ و در مکزیک نیز یک مورد مرگ گزارش شد. مقامات بهداشتی اسپانیا نیز ۳۵ مورد از ابتلای H1N1 را در ناحیهٔ آراگون گزارش کردند که ۱۸ مورد از آن‌ها در بخش مراقب‌های ویژه (آی‌سی‌یو) بستری بودند.

## در دوران بارداری
خانم‌های باردار که مبتلا به آنفلوانزای H1N1 هستند، به سبب تغییرات هورمونی، جسمی و سیستم ایمنی بدن، در معرض عواقب و خطرات بیشتری هستند. به همین سبب مرکز کنترل و پیشگیری بیماری توصیه‌می‌کند که کلیه زنان باردار علیه آنفلوانزا واکسینه شوند. واکسیناسیون در افرادی که به این واکسن حساسیت شدید دارند، نباید انجام شود. همچنین افرادی که به‌طور متوسط یا شدید بیمار هستند - چه با تب و چه بدون تب - باید صبر کنند تا پس از بهبودی‌شان واکسینه شوند.
زنان بارداری که مبتلا به این ویروس می‌شوند، باید هر چه سریع‌تر به پزشک خود مراجعه کنند. آنفلوانزا را می‌توان با داروهای ضدویروس درمان کرد. اسلتامیویر (تامی‌فلو)، زانامیویر (رِلـِنزا) دو داروی بازدارنده نورآمینیداز هستند که هم‌اکنون برای این منظور توصیه می‌شوند. ثابت شده‌است که مصرف آنها زمانی حداکثر کارایی خود را دارد که ظرف ۴۸ ساعت اول ابتلا، استفاده شوند.
مطالعات انجام‌شده در ژاپن نشان داد که مصرف این دو دارو خطری برای جنین در کوتاه‌مدت ندارد. در نمونه‌های حیوانی مشاهده شد که تجویز دوزهای زیاد داروهای آمانتادین و ریمانتادین برای جنین خطرناک بوده و تراتوژن هستند.